# Monumento a Sandro Pertini
Il monumento a Sandro Pertini è un'opera di Aldo Rossi, architetto milanese, inaugurata a Milano nel 1990, su progetto del 1988 e dedicata al settimo presidente della Repubblica italiana Sandro Pertini. La struttura è collocata all'estremità dell'area pedonale di via Croce Rossa all'incrocio di due importanti strade milanesi, via Monte Napoleone e via Alessandro Manzoni.

## Descrizione
(Aldo Rossi)
La struttura è una fontana monumentale formata da un podio chiuso su tre lati da pareti in pietra, la parete di fondo ospita un condotto triangolare dal quale scende acqua fino ad una vasca posta al centro della parete.
Il cubo misura otto metri di lato e si basa su un modulo rigoroso di cinquanta centimetri composto da blocchi di marmo di Candoglia grigio rosato, lo stesso del Duomo di Milano, delle dimensioni di 50x25x25 centimetri. Gli altri elementi che compongono il monumento sono realizzati in lega di rame.
Il concetto di monumento costituisce per l'architetto un elemento essenziale e permanente nella struttura della città, che si esprime attraverso forme architettoniche archetipiche e che si fa manifesto dell'espressione della volontà collettiva.
Il tema del monumento è stato affrontato da Aldo Rossi in due progetti precedenti, il monumento alla Resistenza a Cuneo, progetto non realizzato risalente al 1962 e ideato con Luca Meda e Gianugo Polesello e il monumento ai Partigiani a Segrate del 1965.
In entrambi sono presenti gli elementi costitutivi che ritroviamo nel monumento a Pertini, le «poche e profonde cose» (Arduino Cantafora, 1998): volumi definiti, forme elementari e simboliche come il podio e la fontana a condotto triangolare, caratteristiche di un linguaggio che si ripete all'interno delle sue opere.

## Storia e controversie
In occasione dell'inaugurazione della linea 3, la Metropolitana Milanese fece dono alla città di Milano del monumento.
A partire da quel momento, non ha mai cessato di essere al centro di polemiche da parte di politici, amministrazioni locali e cittadini stessi.
Nel 2010 ne è stata proposta la rimozione, che ha visto l'opinione pubblica dividersi tra sostenitori dell'opera e detrattori, seguita da una petizione sottoscritta da un centinaio di artisti e architetti e da articoli comparsi su quotidiani e riviste del settore.
Il Comune di Milano, a partire da aprile 2012, ha eseguito il restauro conservativo dell'opera, che ha riguardato il rinnovamento dell'impianto della fontana, il consolidamento e il rifacimento delle sigillature, la pulizia, la protezione e la patinatura finale degli elementi architettonici.

### Monografie, opere collettive
- Salvatore Farinato e Paolo Portoghesi (a cura di), Per Aldo Rossi ,Venezia, Marsilio, 1998. ISBN 8831771124
- Alberto Ferlenga (a cura di), Aldo Rossi. Tutte le opere, Milano, Electa, 1999. ISBN 88-435-7185-0
- Paolo Portoghesi, I grandi architetti del Novecento: una nuova storia dell'architettura contemporanea attraverso la personalità e le opere dei protagonisti, Roma, Newton & Compton, 2000. ISBN 8882891054
- Aldo Rossi, L'architettura della città, Macerata, Quodlibet, 2011. ISBN 978-88-7462-409-6

### Periodici e riviste
- Marco Brandolisio, Giovanni Da Pozzo, Massimo Scheurer, Michele Tadini, Aldo Rossi in Italia Settentrionale/Aldo Rossi in northern Italy, Domus, 1998, 805, 103-110
- Arduino Cantàfora, Poche e profonde cose/A few Deep Things, Casabella ,1998, 654, 4-7
- Fulvio Irace, Talebani a Milano, Abitare, 2001, 405, 240-241
- Fulvio Irace, Cubo scaccia cubo, Domus, 2010, 938, 4